# The Cave of Winds
The Cave of Winds ist ein Jazzalbum von Tony Malaby. Die am 24. Juni 2021 im Samurai Hotel Studio in Astoria (Queens) entstandenen Aufnahmen erschienen am 7. Januar 2022 auf Pyroclastics Records.

## Hintergrund
20 Jahre nach der ersten Veröffentlichung von Sabino bildete Tony Malaby dieses Quartett mit drei seiner langjährigen Mitarbeiter erneut. Malaby hatte Michael Formanek kennengelernt, als der Saxophonist noch Student an der William Paterson University war und beide in der Mingus Big Band spielten. Beide wurden schließlich von dem Saxophonisten Marty Ehrlich für eine Band engagiert, zu der auch Tom Rainey am Schlagzeug gehörte, und es entstand eine Verbindung, die für die nächsten drei Jahrzehnte stark bleiben sollte. Während Marc Ducret auf dem Album der Gruppe von 2000 zu hören war, ging ihm Ben Monder als Gitarrist von Sabino voraus, nämlich in einer frühen Version des Quartetts, mit Jeff Williams und Ben Street. Malaby hatte den Gitarristen zunächst in Marc Johnsons kurzlebiger Band Right Brain Patrol gehört und ihn dann an der Bar der Knitting Factory angesprochen. Sie trafen sich eine Woche später bei einer von Guillermo Klein geleiteten Session wieder und arbeiten seitdem regelmäßig zusammen.
Der Saxophonist Tony Malaby nahm das Album mit Ben Monder an der Gitarre, Michael Formanek am Bass und Tom Rainey am Schlagzeug auf. Zuvor hatten Monder, Malaby und Rainey das Livealbum Live at the 55 Bar (Sunnyside, 2021) eingespielt. Das folgende Studioalbum entstand zwischen den Lockdowns infolge der COVID-19-Pandemie in den Vereinigten Staaten. Malaby hatte bereits zuvor mehrere Jahre regelmäßig Jamsessions bei sich zu Hause veranstaltet. Während des Lockdowns verlegte er diese Jam-Sessions ab Juli 2020 an einen sichereren Ort im Freien. Malaby verbrachte die Pandemie damit, draußen unter dem New Jersey Turnpike zu spielen; er hat fünf Bände der Turnpike Diaries-Reihe veröffentlicht, Live-Aufnahmen mit verschiedenen Partnern, auf Bandcamp erhältlich. 
Und auf diese Weise inspiriert, belebte Malaby dann seine Debütgruppe Sabino wieder und ging schließlich ins Aufnahmestudio. Malaby äußerte sich zu der damaligen Situation folgendermaßen:
„Meine künstlerische Disziplin kommt von den Sessions. Ich konnte das einfach nicht lassen. Es war etwas, das ich brauchte, um mich bei allem, was mit der Pandemie und den Wahlen passierte, über Wasser zu halten. Alles war verrückt, also musste ich einfach runtergehen und mit meinen Jungs Sound machen. Es hat mich durchhalten lassen und mich positiv aufrechterhalten.“
„Corinthian Leather“ ist eine lockere Neuinterpretation von Dizzy Gillespies „Woody ’n You“; „Recrudescence“ ist eine Kollektivimprovisation. „Life Coach“ ist eine Duo-Improvisation von Malaby und Rainey, die ihrem ehemaligen Bandleader, dem Bassisten Mark Helias, gewidmet ist. Die Schlussnummer „Just Me, Just Me“, basiert in Form eines Riffs und als Kontrafakt auf dem Jazzstandard „Just You, Just Me“ (aus dem Musicalfilm „Marianne“ von 1929, geschrieben von Raymond Klages und Jesse Greerwith), bekannt im Jazz in den Versionen von Nat King Cole, Dave Brubeck und Thelonious Monk.

## Titelliste
- Tony Malaby: The Cave of Winds (Pyroclastics Records)

1. Corinthian Leather
2. Recrudescence (Monder/ Formanek/ Rainey/ Malaby)
3. Scratch the Horse
4. Insect Ward
5. The Cave of Winds

Life Coach (for Helias)
1. Just Me, Just Me

Wenn nicht anders vermerkt, stammen die Kompositionen von Tony Malaby.

## Rezeption

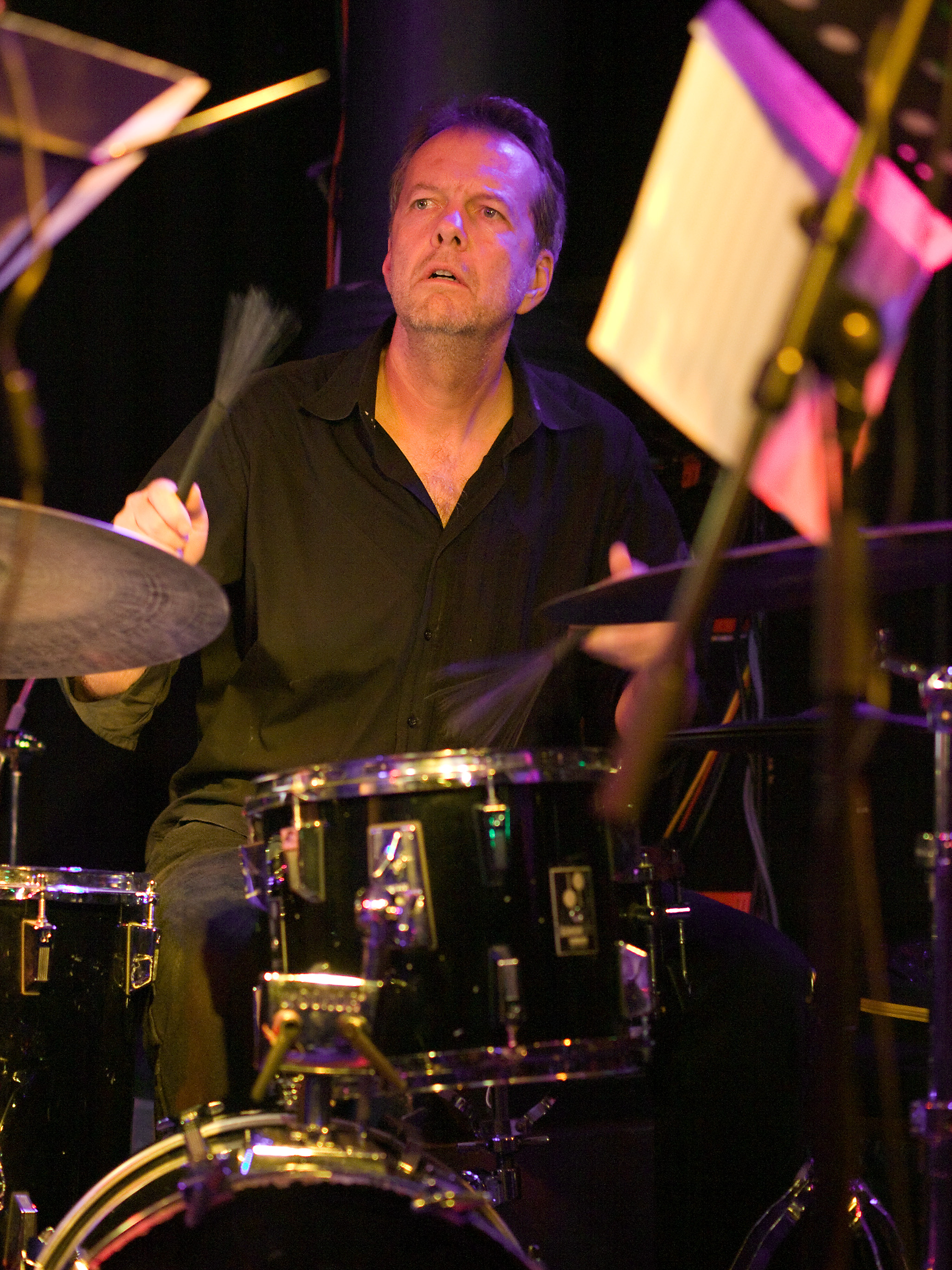
Tom Rainey bei einem Auftritt im Münchner Jazzclub Unterfahrt 2010

Nach Ansicht von Mike Borella (Avant Music News) behält Tony Malaby stets den Orientierungssinn, während Ben Monder die Grenzen überschreite. Tatsächlich kontrastiere der rohe Ton des letzterer exquisit mit dem Spiel der anderen drei und bilde eine Art Yin zu ihrem kollektiven Yang. Auf der anderen Seite würden sich alle vier Mitglieder des Quartetts mit karger, aber atmosphärischer freier Improvisation beschäftigen, die langsam an Tempo und Dichte gewinne, wobei Malaby einen experimentelleren Ansatz verfolge. Das Herzstück des Albums sei der 18-minütige Titeltrack, der ein ergreifendes Sopran- und Tenorspiel Malabys und gleichzeitig kantige Linien von Monder biete. Formanek und Rainey seien aktiv an gemeinsamen Lead-Parts beteiligt und nähmen nicht nur Rhythmusrollen wahr. Die zweite Hälfte des Tracks sei besonders überzeugend, da sich die Gruppe von einer chaotischen und offenen Spontanität zu Monder wandelt, der dröhnende und stark verzerrte Akkorde liefere, über die Malaby von erweiterten Spieltechniken zu einem subtilen, aber aufsteigenden Thema wechsle.
Carol Banks Weber meinte, es sei nicht abwegig, The Cave of Winds als „eine Reihe anhaltend beunruhigender, gelegentlich giftiger Klänge irgendwo zwischen einer Böe und einem Vipernangriff“ zu bezeichnen. Nichts davon sei an sich hübsch, Disney-poliert oder melodisch; vielmehr Klinge all das belebend, wild wogend, auf primitive Weise kraftvoll und das Hirn bewegend, eine Art Free Jazz gemischt mit Malabys rastlosem Erfindungsreichtum und Leichtigkeit. Die Melodien würden seinen verunsicherten Zustand [während der Pandemie] widerspiegeln und stützen sich stark auf „harmonische Farben“. Auf gewisse Weise sei The Cave of Winds auf eine verdrehte Art etwas wie ein „ungefilterter Pandemie-Soundtrack“, so das Resümee der Autorin.
Phil Freeman (Ugly Beauty) schrieb, die Musik des Albums reiche von sanften, atmosphärischen Stücken bis hin zu aufgedrehten wie „Scratch the Horse“, das seinem Titel alle Ehre macht, weil Monders Gitarrensound praktisch Neil-Young-haft sei, während Malaby mit dem Höhepunkt seines Saxophon-Solos sich auf Peter-Brötzmann-Territorium bewege. Hinter ihnen legten Formanek und Rainey einen formidablen GrooveGroove auf, pochend und brüllend und scheppernd.
Martin Laurentius besprach die Wiederbelebung von Malabys Gitarrenquartett Sabino in The Cave of Winds für Jazz thing: „Sieben Stücke, davon zwei lange Kompositionen von elf und 18 Minuten, sind die Grundlage für einen Parforceritt durch intensiven Free Jazz und lautstarke Rockmusik, bei denen nicht nach Verbindungen gesucht, sondern die verschiedenen Komponenten übereinandergeschoben werden.“